# اچ‌ام‌اس جونو (۱۸۹۵)
اچ‌ام‌اس جونو (۱۸۹۵) (به انگلیسی: HMS Juno (1895)) یک کشتی بود که طول آن ۳۵۰ فوت (۱۰۶٫۷ متر) بود. این کشتی در سال ۱۸۹۵ ساخته شد.